# Obrigheim (Rhénanie-Palatinat)
Pour l’article homonyme, voir Obrigheim.
Obrigheim est une municipalité allemande située dans le land de Rhénanie-Palatinat et l'arrondissement de Bad Dürkheim.

## Personnalités liées à la ville
- Christian-Charles-Reinhard de Leiningen-Dagsbourg-Falkenbourg (1695-1766), comte mort à Heidesheim.
- Catherine-Polyxène de Solms-Rödelheim et Assenheim (1702-1765), comtesse morte à Heidesheim.